# Carlo Mazzacurati
Pour les articles homonymes, voir Mazzacurati.
Carlo Mazzacurati, né le 2 mars 1956 à Padoue en Vénétie et mort le 22 janvier 2014 dans la même ville, est un réalisateur, scénariste et acteur italien.

## Biographie
Carlo Mazzacurati remporte le Ruban d'argent du meilleur nouveau réalisateur en 1988 pour Nuit italienne (Notte italiana), un drame se déroulant dans le Delta du Pô avec Marco Messeri et Giulia Boschi dans les rôles principaux. 
Ses films Les P'tits Vélos, Un'altra vita (it) ou Vesna va veloce (it) parlent du Nord-Est de l'Italie. 
Il est ami avec Nanni Moretti et joue régulièrement de petits rôles dans ses films.
Il a participé au film collectif italien L'unico paese al mondo (it) à l'époque de la crise morale engendrée par l'arrivée de Silvio Berlusconi au pouvoir.

## Filmographie

### Comme réalisateur
- 1980 : Vagabondi, court-métrage de 16 minutes
- 1987 : Nuit italienne (Notte italiana)
- 1989 : Les P'tits Vélos (Il prete bello)
- 1992 : Un'altra vita (it)
- 1994 : L'unico paese al mondo (it)
- 1994 : Il toro (it)
- 1996 : Vesna va veloce (it)
- 1998 : L'estate di Davide (it)
- 1999 : Ritratti: Mario Rigoni Stern (it)
- 2000 : Ritratti: Andrea Zanzotto
- 2000 : La lingua del santo (it)
- 2002 : Ritratti: Luigi Meneghello
- 2002 : A cavallo della tigre
- 2004 : Une romance italienne (L'amore ritrovato)
- 2007 : La giusta distanza
- 2010 : La passione
- 2013 : La sedia della felicità

### Comme scénariste
- 1984 : L'albero dei diamanti (TV)
- 1987 : Nuit italienne (Notte italiana)
- 1988 : Domani, domani (Domani accadrà) de Daniele Luchetti
- 1989 : Les P'tits Vélos (Il prete bello)
- 1989 : Marrakech Express de Gabriele Salvatores
- 1992 : Un'altra vita (it)
- 1994 : Il toro (it)
- 1996 : Vesna va veloce (it)
- 1998 : L'estate di Davide (it)
- 2000 : Ritratti: Andrea Zanzotto
- 2000 : La lingua del santo (it)
- 2002 : A cavallo della tigre
- 2004 : Une romance italienne (L'amore ritrovato)
- 2007 : La giusta distanza

### Comme acteur
- 1985 : La messe est finie (La Messa è finita) de Nanni Moretti
- 1989 : Palombella rossa de Nanni Moretti : l'homme dans la piscine
- 1994 : Journal intime (Caro diario) de Nanni Moretti : le critique cinématographique
- 2005 : Il ponte de Stefano Missio
- 2006 : Zeldman de Cosimo Messeri
- 2006 : Le Caïman (Il Caimano) de Nanni Moretti : serveur

## Récompenses et nominations
- Ruban d'argent du meilleur nouveau réalisateur en 1988 pour Nuit italienne (Notte italiana).
- Grand prix au festival du film italien d'Annecy en 1989 pour Il prete bello.
- Lion d'argent à la Mostra de Venise 1994 pour Il Toro.
- Nomination au David di Donatello du meilleur réalisateur en 2014 pour La sedia della felicità.